# Galatina
Galatina là một đô thị và thị xã của Ý. Đô thị này thuộc tỉnh Lecce trong vùng Apulia. Galatina có diện tích km2, dân số theo ước tính năm 2005 của Viện thống kê quốc gia Ý là 27.706 người. 
Các đơn vị dân cư:
Đô thị Galatina giáp với các đô thị: